# Żyd Jakow
Żyd Jakow (ang. The Fixer) – brytyjski dramat obyczajowy z 1968 roku w reżyserii Johna Frankenheimera, nakręcony na podstawie powieści Fachman autorstwa Bernarda Malamuda.

## Fabuła
Rosja, 1905 rok. Jakow jest żydowskim rzemieślnikiem. Zostaje oskarżony o morderstwo na tle rytualnym. Nie przyznaje się do winy, nawet podczas tortur, którym zostaje poddany.

## Obsada
- Alan Bates − Jakow Bok
- Dirk Bogarde − Bibikow
- Georgia Brown − Marfa Gołow
- Hugh Griffith − Lebiediew
- Elizabeth Hartman − Zinaida
- Ian Holm − Grubieszow
- David Opatoshu − Latke
- David Warner − książę Odojewski
- Carol White − Rajzla

## Produkcja
Zdjęcia do filmu kręcono na Węgrzech, głównie w Budapeszcie.

## Nagrody i nominacje
Oscary za rok 1968
- Najlepszy aktor - Alan Bates (nominacja)

Złote Globy 1968
- Najlepszy dramat (nominacja)
- Najlepszy scenariusz - Dalton Trumbo (nominacja)
- Najlepszy aktor dramatyczny - Alan Bates (nominacja)
- Najlepszy aktor drugoplanowy - Hugh Griffith (nominacja)